# Ludwig Spaenle
Ludwig Spaenle, né le 16 juin 1961 à Munich, est un homme politique allemand membre de l'Union chrétienne-sociale en Bavière (CSU).
Il est actuellement ministre de l'Éducation et de la Culture de Bavière.

## Biographie

### Jeunesse
Il adhère à la Junge Union (JU) en 1975, à l'âge de 14 ans, et rejoint la CSU deux ans plus tard. Il commence à travailler à Deutsche Bundesbahn en 1979 et obtient son baccalauréat en 1980. Il s'inscrit alors à l'université de Munich pour y étudier l'histoire et la théologie catholique.

### Vie professionnelle et débuts en politique
Diplômé en 1985, il est élu président de la JU du quartier de Schwabing, à Munich, en 1988. Il passe avec succès un doctorat l'année suivante, puis quitte les chemins de fer fédéraux en 1990. Il occupe depuis un poste de journaliste à la Bayerischer Rundfunk.
Il laisse ses fonctions au sein de la Junge Union en 1991 pour devenir président de l'Union chrétienne-sociale dans le sous-quartier d'Alt-Schwabling. En 1993, il est élu membre du comité directeur du parti à Munich.

### Député
À l'occasion des élections législatives régionales de 1994, la CSU en fait son candidat dans la circonscription de München-Schwabing. À 33 ans, il est élu député au Landtag de Bavière. Il renonce à sa présidence de section en 1997 pour prendre celle de l'ensemble du quartier de Schwabing. Il est désigné président du groupe de travail de l'Union chrétienne-sociale sur l'enseignement supérieur et la culture en 2003 et vice-président de la section de Munich deux ans plus tard.

### Ministre
Le 30 octobre 2008, Ludwig Spaenle est nommé à 47 ans ministre de l'Enseignement et de l'Éducation dans le premier cabinet de coalition noire-jaune du ministre-président chrétien-démocrate Horst Seehofer. À ce titre, il est désigné en 2009 président de la conférence des ministres régionaux de l'Éducation (KMK) pour l'année 2010.
Lors de la formation second gouvernement majoritaire de Seehofer le 10 octobre 2013, ses compétences sont élargies et il devient ministre de l'Enseignement, de l'Éducation, de la Science et de la Culture. C'est alors la première fois depuis 1998 que culture, éducation et science sont réunies dans un même ministère.